# Международен стандартен идентификатор на имена
Международният стандартен идентификатор на името (на английски: International Standard Name Identifier, съкратено – на английски: ISNI) е метод за уникална идентификация на създателите и издателите на такива видове медийно съдържание (медия-контент), като книги, телевизионни предавания, вестникарски статии и др. Този идентификатор се състои от 16 цифри, разделени на четири блока.
Стандартът е разработен под егидата на международната организация по стандартизация (ISO), като проект на международен стандарт 27729. Действащият стандарт е публикуван на 15 март 2012 г. За разработката на стандарта отговаря технически комитет 46 на ISO, подкомитет 9 (TC 46/SC 9).
ISNI може да се използва за разрешаване нееднозначността на имена, които в противен случай биха могли да се объркат, и свързва данните за имената, които се използват във всички отрасли на индустрията на средствата за масова информация.

## Използване на ISNI
ISNI позволява да се присвои (даде) уникален идентификатор на всеки създател на съдържание (например, на авторския псевдоним или на импринта (бранда) на издателя) във вид на уникален номер. Този уникален номер може да бъде свързан с всеки от многочислените други идентификатори, използвани в медия-индустрията.
Пример за необходимостта от използване на такъв идентификатор е музикалният изпълнител, който същевременно е и автор на музиката и на стиховете. Трите различни вида дейност могат да изискат три различни идентификатора, несвързани един с друг. В съответствие със системата ISNI изпълнителят ще има само един свързващ запис на ISNI. Различните бази данни могат да си обменят данни за дадената конкретна личност, без да прибягват към такива методи, като сравняване на текстови редове. Особено актуално е наличието на цифров идентификатор при съвпадащи наименования на създателите. Например, при наличии в базите на няколко души с име и фамилия Джон Смит, не винаги е лесно да се определи кой запис на кого е.
Ако авторът е публикувал своето творчество под няколко различни имена или псевдоними, всяко такова име ще получи свой собствен ISNI.
ISNI може да се използва от библиотеките и архивите при обмен на информационни каталози, за по-точно търсене на информация в мрежата на интернет и в базите данни, а също може да помогне при управлението на правата на международно ниво и в цифрова среда.

### ORCID
За научни изследователи е запазен блок с ISNI идентификатори, който се нарича ORCID (Open Researcher and Contributor ID, Открит идентификатор на изследователя и автора на изследвания) и се координира от отделна организация. Изследователите имат право да създадат и получат собствен номер ORCID. Действията на двете организации се координират много вимателно.

## Управление на ISNI
ISNI се регулира от международната агенция ISNI-IA. Това е нетърговска организация, регистрирана във Великобритания. Компанията е основана от консорциум на организации, сред които влизат Международна конфедерация на обществата на авторите и композиторите и Онлайн компютърен библиотечен център (OCLC). Управлението на компанията се осъществява от съвет, в който е представена всяка от организациите на консорциума, а също участват представители на националната библиотека на Франция и Британската библиотека.

## Определяне на ISNI
ISNI-IA използва система за определяне на номерата, съдържаща ползвателски интерфейс, описание на структурата на данните, алгоритъми за определяне смисловото значение на думите и база данни, която отговаря на изискванията на стандарта на ISO, а също използва съществуващите технологии, където това е возможно. Системата е основана преди всичко на услугите на Виртуалния международен нормативен архив (VIAF), който е разработен от OCLC за използване при агрегацията на библиотечните каталози.
Достъпът до системата за определяне на ISNI и до базата данни, а също до създаваните номера, се контролира от независими организации, регистрационни агенции. Тези регистрационни агенции работят пряко с клиентите, осигурявайки необходимите формати на предоставяните данни, а също възстановяват на ISNI-IA разходите за поддръжка на системата за определяне на ISNI. Регистрационните агенции се назначават от ISNI-IA, но се управляват и финансират независимо.